# 34181 Patnaik
34181 Patnaik este o planetă minoră (asteroid) din centura de asteroizi. A fost descoperită pe 24 august 2000 la Experimental Test Site⁠(d) de Lincoln Near-Earth Asteroid Research. 
Obiectul prezintă o orbită caracterizată de o semiaxă mare de 2,3489703 UAi, o excentricitate de 0,16, o înclinație de 1,5375 ° în raport cu ecliptica.